# Vadása-tó
A Vadása-tó egy valójában két tóból álló mesterséges tóegyüttes neve Vas vármegye déli részén, az Őrségben. Kedvelt üdülő- és horgászhely.

## Leírás
A két tó közigazgatásilag Hegyhátszentjakabhoz tartozik, földrajzilag a Hegyhátszentjakab, Őrimagyarósd és Szőce alkotta háromszög középpontjában fekszik. A tavak és a körülöttük kialakult, üdülőövezeti jellegű községrész egyaránt vagy Hegyhátszentjakab központjából érhető el, a Nádasd és Felsőjánosfa között húzódó 7447-es útról északkelet felé letérve, vagy az Őrimagyarósd és Szőce közötti útról délre letérve.
A tavakat a Vadása-patak felduzzasztásával hozták létre, a gátak a déli oldalukon találhatók. Vizüket összesen 12 forrás táplálja. A déli, nagyobb tó 3, az északi 1 hektáros területű. Az átlagos mélység 1,8 méter (a keleti oldal felé általában mélyebb), a fenék kavicsos és iszapos.
Idegenforgalmilag a délebbi tavat hasznosítják, ennek keleti partján működik nyáron a fizetős strand is, a tőle nyugatra elhaladó út mentén pedig nyaralók és vendéglátóegységek sorakoznak. Keleti oldalán halad el a sárga turistajelzés is. Az északi tó, az előtározó nincs ennyire kiépítve, ezt teljesen erdő veszi körül, vizéből pedig tuskók állnak ki.

## Élővilág
A tó vizében előforduló leggyakoribb halak a ponty, az amur, a keszegfélék, a süllő, a balin és a kárász. A madárvilág is gazdag, megtalálható itt a kontyos réce, a nagy kócsag, a szürke gém, a törpegém, a vízityúk és a szárcsa is.
A tavakat erdő veszi körül. Jellegzetes növények a tó térségében a tőzegpáfrány és a harmatkása.

## Története
Az első tavat 1968-ban duzzasztották fel a helyi lakosok Solymár Lajos helyi néprendező kezdeményezésére[forrás?] a Vadása-patakon, innen kapta a nevét is. A patak neve egy népietimológia-szerű magyarázat szerint onnan származik, hogy a környéken élő sok róka a mederben lyukakat ásott, így kapta a vad-ásta nevet, amiből a mai név is származik. Az északi tavat később alakították ki.
2018 júniusában özönvízszerű eső rongálta meg a tó gátját, így közel egy évig a helyszín nem volt látogatható. A helyreállítási munkák során külön kihívást jelentett, hogy a partok mentén élő védett tőzegpáfrányok élőhelyét ne károsítsák. Végül 2019 nyarán adták át újra a helyreállított tavat.

## A tó az irodalomban
- Érintőlegesen szerepel a tó Bödőcs Tibor humorista első regényében, a zalai vidéki helyszínek sokaságát felvillantó Meg se kínáltak című kötetben (a 43. fejezetben).